# نیروگاه هسته‌ای کایزرگست
نیروگاه هسته‌ای کایزرگست (به لاتین: Kaiseraugst Nuclear Power Plant) یک نیروگاه هسته‌ای در سوئیس است که در کانتون آرگاو واقع شده‌است.